# خجادور أبوفيان
خجادور أبوفيان كاتب أرميني من أوائل القرن التاسع عشر. اختفى في ظروف غامضة في عام 1848، وفي نهاية المطاف تبين أنه قتل. كان مربيا وشاعرا وداعية للتحديث. اشتهر بأنه والد الأدب الأرمني الحديث. كتب في عام 1841 ونشرت بعد وفاته في عام 1858، كان أول رواية نشرت في اللغة الأرمنية الحديثة باستخدام لهجة الأرمنية الشرقية بدلا من الكلاسيكية الأرمنية.
كان أبوفيان متقدما بفارق كبير عن وقته ولم ينشر له شيء تقريبا من أعماله خلال حياته. لم ينل الاعتراف والمكانة التي يستحق إلا بعد إنشاء جمهورية أرمينيا السوفييتية. يعتبر أبوفيان واحدا من الشخصيات المهمة ليس فقط في الأدب الأرمني لكن في التاريخ الأرمني ككل. تأثير أبوفيان على الأدب الأرمني الغربي لم يكن قويا كما كان في شرق أرمينيا، ولا سيما في سنواته التكوينية.

## النشأة والمهنة
وُلد أبوفيان عام 1809 في كناكار زيتون، التي كانت جزءًا من الدولة القاجارية، وهي حاليًا مقاطعة إدارية في يريفان، عاصمة أرمينيا. تنحدر عائلة أبوفيان من عائلة بيغلاريان ميليك في كلستان (جورانبوي)، وهي واحدة من خمس عائلات أرمنية حكمت منطقة ناغورنو كاراباخ الحالية. شغلت عائلة أبوفيان منصب تانوتر (سيادة وراثية) في كناكار، وكان عم أبوفيان آخر تانوتر في كناكار. كانت عمته زوجة ساهاك أغاماليان، آخر مليك يريفان وقت ضم روسيا عام 1828. لعبت أصوله الاجتماعية ونسبه دورًا في إحساسه العالي في سن مبكر بالمسؤولية تجاه شعبه. ولد بعد ست سنوات من زواج والديه، أفيتيك وتاكوهي، وله أخ، جاراباد، الذي توفي عن سن يناهز ثلاث سنوات. 
في سن العاشرة، ذهب أبوفيان بصحبة والده إلى يشجيادزين لدراسة الكهنوت. ترك الدراسة بعد خمس سنوات وانتقل إلى تفليس في عام 1822 لدراسة الدراسات واللغات الأرمينية في مدرسة نرسيسيان تحت إشراف هاروتيان آلمداريان. تخرج أبوفيان في عام 1826 وبدأ التحضير للانتقال إلى البندقية لمواصلة تعليمه. ومع ذلك، فقد أدى اندلاع الحرب الروسية الفارسية (1826-1828) إلى تراجعه عن خططه. على مدى السنوات الثلاث التي تلت ذلك، درس لفترة وجيزة في ساناهين ثم عمل لدى كاثوليكوس يبريم الأرميني ككاتب ومترجم. أثناء عمله لدى كاثوليكوس، التقى أبوفيان البالغ من العمر عشرين عامًا بالعديد من الأجانب البارزين، بمن فيهم الدبلوماسي والكاتب المسرحي ألكسندر غريبويدوف، الذي علق في يشجيادزين في طريقه إلى تبريز في سبتمبر 1828. كانت جريدة غريبويدوف تفليس جازيت الأسبوعية أول جريدة تنشر مقالًا عن أبوفيان.

## الاختفاء
في 14 أبريل 1848، غادر أبوفيان منزله في الصباح الباكر سيرًا على الأقدام، ولم يره أحد مرة أخرى؛ ولا يزال اختفائه غامضًا. لم تبلغ زوجته إميليا عن اختفائه حتى مضي شهر. كان أطفالهم، فارتان (1840-1896) وزارماندخت (المعروف لاحقًا باسم أديلايد، 1843-1909)، بعمر ثمانية وخمسة أعوام على التوالي وقت الاختفاء. 
اقتُرحت العديد من النظريات لتبرير اختفائه، أن يكون قد انتحر أو قُتل على يد أعدائه الفرس أو الأتراك أو اعتُقل ونُفي إلى سيبيريا من قبل فيلق خاص من الدرك، من بين نظريات أخرى. نظرًا لحبه لأطفاله وصغر سنهم آنذاك فقد استُبعدت نظرية انتحاره. طرح الكاتب أكسيل باكونتس نظرية أن أبوفيان كان في أوروبا الغربية منخرطًا في ثورات 1848.

## روابط خارجية
- خجادور أبوفيان على موقع الموسوعة البريطانية (الإنجليزية)
- خجادور أبوفيان على موقع ديسكوغز (الإنجليزية)